# 奥中惇夫
奥中 惇夫（おくなか あつを、1930年9月28日 - 2012年2月17日）は、日本の映画監督。奈良県奈良市出身。

## 来歴
東京大学文学部美学美術史学科卒業。1953年に新東宝に助監督として入社。渡辺邦男に師事した後、1961年に東映東京撮影所の助監督契約をする。1963年に東映テレビプロに移籍。1964年の『鉄道公安36号』で監督デビュー。『特別機動捜査隊』などを演出したのち、1967年よりフリーとなる。1969年、自ら希望して『柔道一直線』に途中参加、最終的に40話分を監督した。『仮面ライダー』への参加以後、キャラクター作品を中心に活躍した。
1972年、日本映画監督協会理事に就任。
1986年、新東宝の助監督仲間だった青野暉の紹介で第二院クラブに参加し、第14回参議院議員通常選挙に立候補した。
晩年は、自動車事故により長期の療養生活を行っていた。
2012年2月17日午前0時20分、埼玉県和光市の病院で心不全のため死去、81歳。

## 人物・エピソード
俳優の中庸助は旧制中学時代の同級生である。東映プロデューサーの平山亨は大学時代の同級生であったが、在学時は面識はなく奥中が東映作品に参加してから知り合った。
旧制中学3年生の時に柔道部主将を務めていた。映画・テレビドラマ監督として富田常雄原作作品を多く手掛けているが、この頃にも富田の小説『姿三四郎』を愛読して技の真似をしていたという。『柔道一直線』は作品を観てスタッフが柔道のことを知らないと感じ、自ら志願して参加した。
『仮面ライダー』へは、当初『柔道一直線』からの流れでそのまま参加する予定であったが、平山からの要請でテレビドラマ『太陽の恋人』を担当することとなった。その後も『刑事くん』や『熱血猿飛佐助』を歴任したため、『仮面ライダー』への参加は終盤になってからであった。『熱血猿飛佐助』では視聴率の悪さからクビになったといい、東映生田スタジオ所長の内田有作に声をかけられ、参加に至った。
『仮面ライダーV3』『ロボット刑事』を担当した後、自身の守備範囲を広げるために東映作品を一時離れた。その後は時代劇・青春もの・昼メロと多岐に渡り活動したが、ピー・プロダクションの特撮テレビ番組『電人ザボーガー』を担当していた時に東映の渡邊亮徳から「他社で似たようなものを撮っているなら、うち（東映）でやったらいい」と言われ、『がんばれ!!ロボコン』で東映作品に復帰した。
プロデューサーでは平山亨、阿部征司と組むことが多かった。

## 監督作品
- 鉄道公安36号（1964年、NET、東映）
- 特別機動捜査隊（1961年、NET、東映）
- 風来物語（1965年、NET、東映）
- 柔一筋（1965年、日本テレビ、日本電波映画）
- くらやみ五段（1965年、NET、東映）
- アタック拳（1966年、NET、東映）
- あゝ同期の桜（1967年、NET、東映）
- 挑戦者、続･ある勇気の記録（1967年、NET、東映）
- 愛の珊瑚礁（1967年、日本テレビ、渡辺プロ）
- 柔道一直線（1969年、TBS、東映）
- 仮面ライダーシリーズ
  - 仮面ライダー（1971年、毎日放送、東映）
  - 仮面ライダーV3（1973年、毎日放送、東映）
  - 仮面ライダー (スカイライダー)（1979年、毎日放送、東映）
  - 仮面ライダースーパー1（1980年、毎日放送、東映）
- 太陽の恋人（1971年、NET、東映）
- 刑事くん（1971年、TBS、東映）
- 熱血猿飛佐助（1972年、TBS、東映）
- ロボット刑事（1973年、フジテレビ、東映）
- GO!GOスカイヤー（1973年、フジテレビ、大映テレビ）
- 伝七捕物帳（1973年、日本テレビ、ユニオン映画）
- テネシーワルツ（1974年、東海テレビ、人間プロ）
- 若い!先生（1974年、TBS、国際放映）
- 電人ザボーガー（1974年、フジテレビ、ピープロ）
- SFドラマ 猿の軍団（1974年、TBS、円谷プロ）
- がんばれ!!ロボコン（1974年、NET、東映）
- 正義のシンボル コンドールマン（1975年、NET、東映）
- アクマイザー3（1975年、NET、東映）
- 忍者キャプター（1976年、東京12チャンネル、東映）
- ぐるぐるメダマン（1976年、東京12チャンネル、東映）
- 快傑ズバット（1977年、東京12チャンネル、東映）
- スーパー戦隊シリーズ
  - ジャッカー電撃隊（1977年、テレビ朝日、東映）
  - 太陽戦隊サンバルカン（1981年、テレビ朝日、東映）
- ロボット110番（1977年、テレビ朝日、東映）
- がんばれ!レッドビッキーズ（1978年、テレビ朝日、東映）
- ふしぎ犬トントン（1978年、フジテレビ、国際放映）
- 明日の刑事（1978年、TBS、大映テレビ）
- 燃えろアタック（1979年、テレビ朝日、東映）
- それゆけ!レッドビッキーズ（1980年、テレビ朝日、東映）
- 宇宙刑事ギャバン（1982年、テレビ朝日、東映）
- ハウスこども傑作劇場（1982年、テレビ朝日、東映）
- ちびっ子かあちゃん（1983年、TBS、東映）
- 星雲仮面マシンマン（1984年、日本テレビ、東映）
- 兄弟拳バイクロッサー（1985年、日本テレビ、東映）
- 夏樹静子トラベルサスペンス（1988年、テレビ東京、東海映画社）

### 業務、教育用作品
- 工務店商談の話法（1989年）
- 俳聖芭蕉は隠密か?（1989年）
- 日本で観る世界の名画（1989年）
- 絵画散歩（1993年）
- ふるさと歩道（1996年）
- 北の国（ふるさと）へ〜仙台育英学園創始者加藤利吉物語〜（教育用ビデオドラマ・1996年）

## 著書
- テレビ映画監督一代記 仮面ライダーがエントツの上に立った日（2004年、筑摩書房）
- ほえろ!ライオン先生（仙台育英学園教育振興会）